# Aroito Tetuai
Aroito Tetuai – kiribatyjski koszykarz, reprezentant kraju na arenie międzynarodowej.
W 2003 roku, jego zespół wziął udział w Igrzyskach Pacyfiku rozgrywanych na Fidżi. Podczas tego turnieju wystąpił w czterech meczach, w których zdobył 30 punktów, jednak jego ekipa nie odegrała większej roli w zawodach (zespół ten zajął ostatnie 8. miejsce). Tetuai grał łącznie przez 96 minut.

## Statystyki z Igrzysk Pacyfiku
| Rok  | Reprezentacja | M | MPG | FG%   | 3P% | FT%   | APG | SPG | BPG | PPG |
| ---- | ------------- | - | --- | ----- | --- | ----- | --- | --- | --- | --- |
| 2003 | Kiribati      | 4 | 24  | 36,1% | 0%  | 44,4% | 1,5 | 0   | 0,5 | 7,5 |